# Oldcastle (ort)
Oldcastle (iriska: An Seanchaisleán, engelska: Olcastle) är en ort i republiken Irland.   Den ligger i grevskapet An Mhí och provinsen Leinster, i den nordöstra delen av landet. Oldcastle ligger 113 meter över havet och antalet invånare är 1 384.
Terrängen runt Oldcastle är platt. Trakten runt Oldcastle består i huvudsak av jordbruksmark.